# Paratorchus maritimus
Paratorchus maritimus – gatunek chrząszczy z rodziny kusakowatych i podrodziny Osoriinae.
Gatunek ten opisany został w 1984 roku przez H. Pauline McColl jako Paratrochus maritimus. Jeszcze w tym samym roku ta sama autorka zmieniła nazwę rodzaju na Paratorchus, w związku z wcześniejszym użyciem poprzedniej nazwy dla rodzaju mięczaków.
Chrząszcz o walcowatym ciele długości 3,4 mm, barwy brązowawoczarnej z rudobrązowymi odnóżami i czułkami. Wierzch ciała ma punktowany oraz bardzo krótko i rzadko owłosiony. Długość szczecinek jest mniejsza niż odległości między nimi. Owalne oczy złożone buduje 5 przypłaszczonych omatidiów. Przedplecze ma od 0,67 do 0,71 mm długości i delikatną, siatkowatą mikrorzeźbę. Pokrywy cechują zaokrąglone części ramieniowe. Stopy mają empodia w formie płaskich szczecinek. Odwłok ma dziewiąty tergit niezbyt silnie wydłużony ku tyłowi w dwa długie, spiczaste wyrostki o wąskim rozstawie. U samca ósmy sternit odwłoka pozbawiony jest wgłębienia, a narząd kopulacyjny ma mały, smukły wyrostek boczny, w połowie tak długi jak krótka, gruba, rowkowana część rurkowata. Samicę cechuje prawie okrągła spermateka o wymiarach 0,056 × 0,048 mm.
Owad endemiczny dla Nowej Zelandii, znany tylko z Pahautane Bay na Wyspie Południowej. Spotykany jest w ściółce.